# Mikóháza
Mikóháza est un village et une commune du comitat de Borsod-Abaúj-Zemplén en Hongrie.

## Jumelages
La ville de Mikóháza est jumelée avec :
- Poľany (Slovaquie) depuis 2002
- Opole Lubelskie (Pologne) depuis 2004
- Malá Tŕňa (Slovaquie) depuis 2008
- Micfalău (Roumanie) depuis 2009
- Genappe (Belgique) depuis 2011
- Švedlár (Slovaquie) depuis 2012
- Mishkino (en) (Russie) depuis 2012